# Green Street (album)
Green Street è un album di Grant Green, pubblicato dalla Blue Note Records nell'ottobre 1961.

## Produzione
Il disco fu registrato il 1 aprile 1961 al Van Gelder Studio di Englewood Cliffs, New Jersey (Stati Uniti).

## Tracce
Lato A
1. N° 1 Green Street – 7:20 (Grant Green)
2. 'Round About Midnight – 7:04 (Thelonious Monk)
3. Grant's Dimensions – 7:56 (Grant Green)

Lato B
1. Green with Envy – 9:47 (Grant Green)
2. Alone Together – 7:15 (Howard Dietz, Arthur Schwartz)

Edizione CD del 2002, pubblicato dalla Blue Note Records (CDP 7243)
1. N° 1 Green Street – 7:17 (Grant Green)
2. 'Round About Midnight – 7:01 (Thelonious Monk)
3. Grant's Dimensions – 7:52 (Grant Green)
4. Green with Envy – 9:42 (Grant Green)
5. Alone Together – 7:10 (Howard Dietz, Arthur Schwartz)
6. Green with Envy – 7:51 (Grant Green) – Bonus Track - Alternate Take
7. Alone Together – 6:56 (Howard Dietz, Arthur Schwartz) – Bonus Track - Alternate Take

## Musicisti
- Grant Green - chitarra
- Ben Tucker - contrabbasso
- Dave Bailey - batteria[4]